# Seixanta-set
El seixanta-set és un nombre natural que segueix el seixanta-sis i precedeix el seixanta-vuit. És un nombre primer, que s'escriu 67 o LXVII segons el sistema de numeració emprat.
Ocurrències del seixanta-set:
- Designa l'any 67 i el 67 aC.
- És la suma de cinc nombres primers consecutius: 7 + 11 + 13 + 17 + 19 = 67.[1]